# WASP-52 b
WASP-52 b (другое название — Göktürk) — подтверждённая экзопланета с относительно низкой плотностью, вращающаяся вокруг оранжевого карлика WASP-52. Находится в 570 св. лет от Земли в созвездии Пегаса. Планета была открыта с помощью транзитного метода группой астрономов, работающих в рамках программы SuperWASP в 2011 году.
WASP-52 b относится к классу горячих Юпитеров. Планета вращается на расстоянии 0,02 а. е. от своей звезды, её орбитальный период составляет 1,7 дня. Отношение массы и радиуса планеты к массе и радиусу Юпитера составляет 46 % и 127 % соответственно. В 2017 году в облачной атмосфере планеты был найден натрий, в 2020 году был найден водород, гелий и калий.